# Bolivia en la Copa Mundial de Fútbol de 1950
Bolivia fue una de las 13 selecciones participantes en la Copa Mundial de Fútbol de Brasil 1950, la cual fue su segunda participación en un mundial.

## Clasificación
Originalmente Bolivia tenía que jugar una triangular ante Argentina y Chile para definir a dos clasificados, pero como Argentina abandonó el torneo, clasificaron al mundial junto a Chile.

## Jugadores
Estos fueron los 22 jugadores convocados para el torneo:

## Resultados
Bolivia fue eliminada en la fase de grupos.
| País    | J                  | G                  | E                  | P                  | GF                 | GC                 | GD                 | PTS                |
| ------- | ------------------ | ------------------ | ------------------ | ------------------ | ------------------ | ------------------ | ------------------ | ------------------ |
| Uruguay | 1                  | 1                  | 0                  | 0                  | 8                  | 0                  | +8                 | 2                  |
| Bolivia | 1                  | 0                  | 0                  | 1                  | 0                  | 8                  | -8                 | 0                  |
| Francia | Abandonó el torneo | Abandonó el torneo | Abandonó el torneo | Abandonó el torneo | Abandonó el torneo | Abandonó el torneo | Abandonó el torneo | Abandonó el torneo |

| 2 de julio de 1950 | Uruguay                                                                       | 8–0     | Bolivia | Estádio Independência, Belo Horizonte                    |                                                          |
|                    | Míguez 14' 40' 51' · Vidal 18' · Schiaffino 23' 54' · Pérez 83' · Ghiggia 87' | Reporte |         | Asistencia: 5,284 espectadores Árbitro(s): George Reader | Asistencia: 5,284 espectadores Árbitro(s): George Reader |